# Alumina ativada
Alumina ativada é produzida a partir do hidróxido de alumínio por de hidroxilização, resultando em um material feito quase que totalmente de óxido de alumínio (alumina; Al2O3), o mesmo material que safiras e rubis.
Tal processo resulta num material altamente poroso; tendo uma alta taxa de superfície por peso. Este material pode ter uma área de superfície significativamente acima de 200 metros quadrados/grama, o que significa ter uma quantidade grande de poros muito pequenos, quase como túneis, que o atravessam.
O composto é usado como um dessecante (para manter coisas secas ou absorver água do ar) e como um filtro de fluoreto, arsênio e selênio em água potável.

## Aplicações catalíticas
Alumina ativada é usada para uma larga variedade de aplicações como adsorvente e aplicações em catálise incluindo a adsorção de catalisadores na produção de polietileno, na produção de peróxido de hidrogênio, e como adsorvente seletivo de muitas substâncias químicas incluindo arsênico, fluoretos e na remoção de enxofre de fluxos de gás (processo catalítico Claus).

## Dessecante
Usado como um dessecante, ele age por um processo chamado adsorção. A água no ar de fato penetra na alumina por si entre estreitas passagens, na medida em que o próprio ar penetra nestas. A água fica aprisionada nestas passagens como se o ar passasse através de um filtro. Este processo é reversível, e se a alumina dessecante é aquecida a aproximadamente 200°C ela irá liberar toda a água armazenada. Este processo é chamado regeneração do dessecante. O ar sempre possui algum teor de água, e um meio de medir a quantidade de água no ar é ponto de orvalho.

## Como absorvente de fluoretos
Alumina ativada é também amplamente usada para remover fluoretos de água potável. Seu uso é necessário onde existe a aplicação de flúor na água potável (fluoretação). Entretanto, em certas regiões, como a região de Jaipur, na Índia, há excessivo flúor na água, causando fluorose. Filtros de alumina ativada podem facilmente reduzir o flúor de níveis de.5 ppm a menos de.1 ppm. A quantidade de flúor restante na água sendo filtrada depende de quão longo é seu contato com o meio filtrante de alumina. Basicamente, mais alumina no filtro, menos flúor no produto final, que é a água filtrada. Mais baixa temperatura na água, e mais baixo pH (água ácida) tornam a filtragem mais eficiente também.
Alumina ativada, quando usada como um filtro de fluoreto, pode ser regenerada por uma solução de lixívia (hidróxido de sódio; NaOH), ácido sulfúrico (H2SO4), ou alúmens, como o alúmen de potássio (KAl(SO4)2).